# 日本地質学会
一般社団法人日本地質学会（にほんちしつがっかい、英: The Geological Society of Japan、略称: JGS）は、日本の地球科学系学会。1893年に東京地質学会として創設され、1934年に日本地質学会に改称された。

## 出版物
- 『地質学雑誌』 - 1893年創刊
- 『地質学論集』 - 1968年創刊
- Island Arc - 1992年創刊
- 『日本地質学会News』 - 1998年創刊

## 表彰
日本地質学会の表彰には以下のものがある。
日本地質学会賞
地質学に関する優秀な業績をおさめた会員もしくは名誉会員に贈られる。
日本地質学会国際賞
日本列島周辺域の研究や日本の地質研究者との共同研究などを通じた日本の地質学の発展に関する顕著な功績があった非会員に贈られる。
日本地質学会Island Arc賞

日本地質学会小澤儀明賞・柵山雅則賞
地質学に関して優れた業績を上げた、満37歳以下の会員に贈られる。層位学の研究を行った小澤儀明（1899年 - 1929年）と、岩石学の研究を行った柵山雅則（1952年 - 1984年）に因む。研究分野に応じてどちらかの賞が贈られる。
日本地質学会論文賞

日本地質学会小藤賞
『地質学雑誌』に重要な発見または独創的な発想を含む短報を発表した会員に贈られる。小藤文次郎に因む。
日本地質学会研究奨励賞

日本地質学会優秀ポスター賞

日本地質学会功労賞